# 美術研究所
美術研究所(びじゅつけんきゅうじょ）は、美術関連の研究機関、画家養成機関、または画塾の呼称。
九州英数学舘美大受験科別科福岡美術研究所、河合塾美術研究所、すいどーばた美術学院（美術研究所「すいどーばた洋画会」）のように、美大予備校でも美術研究所と表記しているのもある。

## 主な美術研究所
- パリ大学付属美術研究所 - 太田泰人らを輩出
- ロンドン大学附属コートールド美術研究所
- シカゴ美術館シカゴ美術研究所（シカゴ美術館附属美術大学）
- モスクワ大学付属美術研究所
- 緑屋美術研究所 - 鈴木康広らを輩出
- プロレタリア美術研究所
- 半藤美術研究所 - 椋尾篁らが在籍したプロダクション
- 本郷美術研究所 - 麻生豊らを輩出
- 東京文化財研究所
- 榛名山産業美術研究所
- 中山美術研究所
- 大和文華館 - 美術研究所を併設
- 関西美術院 - 浅井忠が初代校長
- 美術研究所（大阪市立美術館に併設） - 白髪一雄、村岡三郎、石川功一、吉原英雄らを輩出
- CAI現代美術研究所(北海道)
- 日本農民美術研究所 - 山本鼎ら主宰
- 舞台美術研究所 - 土方与志主宰
- 総合美術研究所 - 瀬木慎一ら所長を務める
- 杉並美術研究所 - 松岡吉一が主宰
- 倉敷チボリ公園内チボリセンター美術研究所（現在は閉鎖）
- 文部省美術研究所 - 秋山光和、坂本万七、河北倫明ら
- リベラ美術研究所 - 山本容子ら
- 二科美術研究所
- 明治美術研究所
- 海老原美術研究所 - 海老原喜之助主宰